# Bellaire, Ohio
Bellaire là một làng thuộc quận Belmont, tiểu bang Ohio, Hoa Kỳ. Năm 2010, dân số của làng này là 4278 người.

## Dân số
- Dân số năm 2000: 4892 người.
- Dân số năm 2010: 4278 người.